# Taft (Kalifornija)
Taft je grad u američkoj saveznoj državi Kalifornija. Prema popisu stanovništva iz 2010. u njemu je živjelo 9.327 stanovnika.